# Festival international du film de femmes de Salé 2006
La deuxième édition du FIFFS, qui s'est tenue du 5 au 9 septembre 2006, a notamment :
- mis à l'honneur le nouveau cinéma allemand ;
- rendu hommage à Hind Sabri (actrice tunisienne) et Farida Benlyazid (réalisatrice marocaine) ;
- organisé une table ronde sur le thème : « Regards croisés d’hommes et de femmes sur les personnages féminins au cinéma »[2].

## Jury
- Anca Mitran ( Roumanie), présidente.
- Carole Abboud ( Liban).
- Sarah Beth Tiede Buchanan ( États-Unis).
- Souad Amidou ( Maroc /  France).
- Sarita Marchesi ( Italie /  Pays-Bas).
- Bina Paul (en) ( Inde).
- Marie Vermillard ( France).

## Palmarès
| Prix                               | Attribué à                                              | Pays   |
| ---------------------------------- | ------------------------------------------------------- | ------ |
| Grand Prix                         | Play d'Alicia Scherson                                  | Chili  |
| Prix du Jury                       | Sous le toit de Nidal Al-Dibs                           | Syrie  |
| Prix du scénario                   | La vida perra de Juanita Narboni de Farida Benlyazid    | Maroc  |
| Prix de l’interprétation féminine  | Yūko Tanaka, dans Hibi (火火)                           | Japon  |
| Prix de l’interprétation masculine | Mahmoud Hemeida, dans Roi et écriture (Malik wa Kitaba) | Égypte |